# Valerio Spadoni
Valerio Spadoni (Lugo, 15 aprile 1950) è un ex calciatore e allenatore di calcio italiano, di ruolo attaccante.

## Biografia
Figlio di calciatore, suo padre Domenico giocò in Serie A con il Modena nei primi anni 40 del XX secolo. Dopo il ritiro ha gestito un negozio di fumetti a Lugo fino alla pensione, nel 2011

## Caratteristiche tecniche
Mancino, una sua giocata era di grande effetto: scattava portando avanti il pallone con il piede sinistro, poi rallentava e assumeva una postura come per giocare la palla verso il centro ma invece repentinamente con il destro la rimandava in avanti scattando sull'out. La coordinazione fra questi movimenti era tale che l'avversario pur conoscendo la giocata non riusciva quasi mai ad impedire che arrivasse sul fondo.

## Carriera
Ha esordito nel Baracca Lugo nella stagione 1967-1968, in Serie D. Passa quindi in massima serie all'Atalanta, nella quale tuttavia non giocherà mai a causa di un infortunio procuratosi in un incidente stradale. Tornato alla società lughese, viene poi acquistato dal Rimini, in Serie C, dove vince la classifica dei cannonieri con 15 reti. Dopo un'altra stagione a Rimini, nel 1972 è di nuovo in Serie A: viene infatti acquistato dalla Roma dove esordisce in estate nella Coppa Anglo-Italiana, vinta dai giallorossi anche grazie a tre suoi gol.
Gli inizi sono al di sopra di ogni aspettativa: va in rete nella prima partita di campionato, a Verona, e nelle successive partite non si ferma contribuendo a portare la squadra giallorossa in testa alla classifica. Arriva però la gara con l'Inter a fermare la corsa capitolina: l'undici di Helenio Herrera esce sconfitto negli ultimi minuti e da quel momento entra in una crisi nera, che lo porta a un passo dalla Serie B. Lo stesso Spadoni viene travolto dalla situazione, pur se a fine stagione le reti sono comunque sette.
Nel secondo torneo a Roma, con Nils Liedholm in panchina, arretra il suo raggio di azione e le reti arrivano con il contagocce, ma la sua utilità nel gioco dei capitolini rimane centrale. Ciò nonostante, nella stagione successiva, una serie di acciacchi ne limitano fortemente l'impiego, come lo strappo al quadricipite sinistro contro il Milan che lo tiene fermo per quattro mesi, precludendo ambizioni maggiori alla compagine giallorossa. 
Poi, il 25 gennaio 1976, in una partita contro l'Inter, il difensore avversario Graziano Bini gli procura una lussazione al ginocchio e la lesione del nervo sciatico: è la fine della sua carriera.

## Palmarès
- Coppa Anglo-Italiana: 1

Roma: 1972